# Heerlijkheid Schiervelde
De heerlijkheid Schiervelde was een van de belangrijkste heerlijkheden van in de omgeving van de Belgische stad Roeselare. De heerlijkheid Schiervelde was gelegen langs de huidige baan van Roeselare naar Staden. Van Schiervelde hingen 13 achterlenen af en de heer van Schiervelde kon een baljuw en een volle bank van zeven schepenen aanstellen.

## Geschiedenis
In feodaal opzicht was Schiervelde een achterleen van het hof van Beselare dat verder zelf afhing van Ieper. Over de opeenvolgende heren van Schiervelde is weinig bekend. Frans de Potter was de eerste die zich waagde aan het opstellen van een chronologische lijst. De familie Schiervelde is bekend sinds de jaren 1100. In de loop van de 14e eeuw duikt de familie de Langhe op. Zij behielden Schiervelde om het na de laatste vrouwelijke naamdraagster over te laten aan de familie de Cordes en door verdere vrouwelijke afstamming, aan de welbekende Gentse familie van Heurne. Uiteindelijk kwam de heerlijkheid in handen van de familie Gillès de Pélichy.
Op de Ferrariskaart uit de jaren 1770 staat het hof aangeduid (Cense Schierveldt). Met de afschaffing van de feodaliteit in 1796 bleef slechts de hofstede te Roeselare in handen van de vroegere eigenaars.